# Davis Cup 2008 Aziatische/Oceanische zone
De Aziatische/Oceanische zone is een van de drie regionale zones van de Davis Cup in 2008.
In diverse groepen strijden landen voor promotie naar een hogere groep en proberen degradatie naar een lagere groep te voorkomen. De twee beste landen uit de eerste regionale groep plaatsen zich voor een promotiewedstrijd waarin promotie naar de wereldgroep kan worden afgedwongen.

## Groep I
|                                                | 2e ronde play-offs 19-21 september             | 2e ronde play-offs 19-21 september             | 2e ronde play-offs 19-21 september             |                                                |  | 1e ronde play-offs 11-13 april         | 1e ronde play-offs 11-13 april         | 1e ronde play-offs 11-13 april         |                                        |                                        | 1e ronde 8-10 februari                 | 1e ronde 8-10 februari                 | 1e ronde 8-10 februari                 |                         |                                                      | 2e ronde 11-13 april                                 | 2e ronde 11-13 april                                 | 2e ronde 11-13 april                                 |                                                      |                                           |
|                                                |                                                |                                                |                                                |                                                |  |                                        |                                        |                                        |                                        |                                        |                                        |                                        |                                        |                         |                                                      |                                                      |                                                      |                                                      |                                                      |                                           |
|                                                |                                                |                                                |                                                |                                                |  |                                        |                                        |                                        |                                        |                                        | Kaohsiung, Taiwan (hardcourt)          |                                        |                                        |                         |                                                      |                                                      |                                                      |                                                      |                                                      |                                           |
|                                                |                                                |                                                |                                                |                                                |  |                                        |                                        |                                        |                                        |                                        | 1                                      | Australië                              | 4                                      |                         |                                                      |                                                      |                                                      |                                                      |                                                      |                                           |
|                                                |                                                |                                                |                                                |                                                |  | Almaty, Kazachstan (hardcourt, indoor) | Almaty, Kazachstan (hardcourt, indoor) | Almaty, Kazachstan (hardcourt, indoor) | Almaty, Kazachstan (hardcourt, indoor) |                                        |                                        | Chinees Taipei                         | 1                                      |                         |                                                      | Townsville, Australië (hardcourt, indoor)            | Townsville, Australië (hardcourt, indoor)            | Townsville, Australië (hardcourt, indoor)            | Townsville, Australië (hardcourt, indoor)            | Townsville, Australië (hardcourt, indoor) |
|                                                |                                                |                                                |                                                |                                                |  |                                        | Chinees Taipei                         | 3                                      |                                        |                                        |                                        |                                        |                                        |                         | 1                                                    | Australië                                            | 4                                                    |                                                      |                                                      |                                           |
|                                                |                                                |                                                |                                                |                                                |  |                                        | Kazachstan                             | 2                                      |                                        | Almaty, Kazachstan (hardcourt, indoor) | Almaty, Kazachstan (hardcourt, indoor) | Almaty, Kazachstan (hardcourt, indoor) | Almaty, Kazachstan (hardcourt, indoor) |                         | 3                                                    | Thailand                                             | 0                                                    |                                                      |                                                      |                                           |
|                                                |                                                |                                                |                                                |                                                |  |                                        |                                        |                                        |                                        | 3                                      | Thailand                               | 3                                      |                                        |                         |                                                      |                                                      |                                                      |                                                      |                                                      |                                           |
|                                                | Astana, Kazachstan (gravel, indoor)            | Astana, Kazachstan (gravel, indoor)            | Astana, Kazachstan (gravel, indoor)            | Astana, Kazachstan (gravel, indoor)            |  |                                        |                                        |                                        |                                        |                                        | Kazachstan                             | 2                                      |                                        |                         |                                                      |                                                      |                                                      |                                                      |                                                      |                                           |
|                                                |                                                | Kazachstan                                     | 5                                              |                                                |  |                                        |                                        |                                        |                                        |                                        |                                        |                                        |                                        |                         |                                                      |                                                      |                                                      |                                                      |                                                      |                                           |
|                                                |                                                | Filipijnen                                     | 0                                              |                                                |  |                                        |                                        |                                        |                                        | New Delhi, India (gras)                | New Delhi, India (gras)                | New Delhi, India (gras)                | New Delhi, India (gras)                | New Delhi, India (gras) |                                                      |                                                      |                                                      |                                                      |                                                      |                                           |
|                                                |                                                |                                                |                                                |                                                |  |                                        |                                        |                                        |                                        |                                        |                                        | Oezbekistan                            | 2                                      |                         |                                                      |                                                      |                                                      |                                                      |                                                      |                                           |
|                                                |                                                |                                                |                                                |                                                |  | Manilla, Kazachstan (gravel, indoor)   | Manilla, Kazachstan (gravel, indoor)   | Manilla, Kazachstan (gravel, indoor)   | Manilla, Kazachstan (gravel, indoor)   |                                        | 4                                      | India                                  | 3                                      |                         |                                                      | New Delhi, India (gras)                              | New Delhi, India (gras)                              | New Delhi, India (gras)                              | New Delhi, India (gras)                              | New Delhi, India (gras)                   |
|                                                |                                                |                                                |                                                |                                                |  | Oezbekistan                            | 3                                      |                                        |                                        |                                        |                                        |                                        |                                        | 4                       | India                                                | 3                                                    |                                                      |                                                      |                                                      |                                           |
|                                                |                                                |                                                |                                                |                                                |  |                                        | Filipijnen                             | 2                                      |                                        | Manilla, Filipijnen (hardcourt)        | Manilla, Filipijnen (hardcourt)        | Manilla, Filipijnen (hardcourt)        | Manilla, Filipijnen (hardcourt)        |                         | 2                                                    | Japan                                                | 2                                                    |                                                      |                                                      |                                           |
|                                                |                                                |                                                |                                                |                                                |  |                                        |                                        |                                        |                                        |                                        | Filipijnen                             | 0                                      |                                        |                         |                                                      |                                                      |                                                      |                                                      |                                                      |                                           |
|                                                |                                                |                                                |                                                |                                                |  |                                        |                                        |                                        |                                        |                                        | 2                                      | Japan                                  | 5                                      |                         |                                                      |                                                      |                                                      |                                                      |                                                      |                                           |
| Filipijnen gedegradeerd naar Groep II in 2009. | Filipijnen gedegradeerd naar Groep II in 2009. | Filipijnen gedegradeerd naar Groep II in 2009. | Filipijnen gedegradeerd naar Groep II in 2009. | Filipijnen gedegradeerd naar Groep II in 2009. |  |                                        |                                        |                                        |                                        |                                        |                                        |                                        |                                        |                         | Australië en India gaan naar de Wereldgroep playoffs | Australië en India gaan naar de Wereldgroep playoffs | Australië en India gaan naar de Wereldgroep playoffs | Australië en India gaan naar de Wereldgroep playoffs | Australië en India gaan naar de Wereldgroep playoffs |                                           |

## Groep II
|                                                                 | Play-offs 11-13 april                                           | Play-offs 11-13 april                                           | Play-offs 11-13 april                                           |                                                                 |                                | 1e ronde 8-10 februari         | 1e ronde 8-10 februari         | 1e ronde 8-10 februari         |                          |                          | 2e ronde 11-13 april           | 2e ronde 11-13 april           | 2e ronde 11-13 april           |                                |                                        | 3e ronde 19-21 september                        | 3e ronde 19-21 september                        | 3e ronde 19-21 september                        |                                                 |                                                 |
|                                                                 |                                                                 |                                                                 |                                                                 |                                                                 |                                |                                |                                |                                |                          |                          |                                |                                |                                |                                |                                        |                                                 |                                                 |                                                 |                                                 |                                                 |
|                                                                 |                                                                 |                                                                 |                                                                 |                                                                 |                                | Peking, China (tapijt, indoor) |                                |                                |                          |                          |                                |                                |                                |                                |                                        |                                                 |                                                 |                                                 |                                                 |                                                 |
|                                                                 |                                                                 |                                                                 |                                                                 |                                                                 |                                | 1                              | China                          | 5                              |                          |                          |                                |                                |                                |                                |                                        |                                                 |                                                 |                                                 |                                                 |                                                 |
|                                                                 | Hongkong, China (hardcourt)                                     | Hongkong, China (hardcourt)                                     | Hongkong, China (hardcourt)                                     | Hongkong, China (hardcourt)                                     |                                |                                | Libanon                        | 0                              |                          |                          | Jakarta, Indonesië (hardcourt) | Jakarta, Indonesië (hardcourt) | Jakarta, Indonesië (hardcourt) | Jakarta, Indonesië (hardcourt) | Jakarta, Indonesië (hardcourt)         |                                                 |                                                 |                                                 |                                                 |                                                 |
|                                                                 |                                                                 | Libanon                                                         | 2                                                               |                                                                 |                                |                                |                                |                                |                          | 1                        | China                          | 3                              |                                |                                |                                        |                                                 |                                                 |                                                 |                                                 |                                                 |
|                                                                 |                                                                 | Hongkong                                                        | 3                                                               |                                                                 | Jakarta, Indonesië (hardcourt) | Jakarta, Indonesië (hardcourt) | Jakarta, Indonesië (hardcourt) | Jakarta, Indonesië (hardcourt) |                          | 2                        | Indonesië                      | 2                              |                                |                                |                                        |                                                 |                                                 |                                                 |                                                 |                                                 |
|                                                                 |                                                                 |                                                                 |                                                                 |                                                                 | 2                              | Indonesië                      | 3                              |                                |                          |                          |                                |                                |                                |                                |                                        |                                                 |                                                 |                                                 |                                                 |                                                 |
|                                                                 |                                                                 |                                                                 |                                                                 |                                                                 |                                |                                | Hongkong                       | 2                              |                          |                          |                                |                                |                                |                                |                                        | New Plymouth, Nieuw-Zeeland (hardcourt, indoor) | New Plymouth, Nieuw-Zeeland (hardcourt, indoor) | New Plymouth, Nieuw-Zeeland (hardcourt, indoor) | New Plymouth, Nieuw-Zeeland (hardcourt, indoor) | New Plymouth, Nieuw-Zeeland (hardcourt, indoor) |
|                                                                 |                                                                 |                                                                 |                                                                 |                                                                 |                                |                                |                                |                                |                          |                          |                                |                                |                                |                                |                                        | 1                                               | China                                           | 3                                               |                                                 |                                                 |
|                                                                 |                                                                 |                                                                 |                                                                 |                                                                 |                                | Muscat, Oman (hardcourt)       | Muscat, Oman (hardcourt)       | Muscat, Oman (hardcourt)       | Muscat, Oman (hardcourt) | Muscat, Oman (hardcourt) |                                |                                |                                |                                |                                        | 4                                               | Nieuw-Zeeland                                   | 2                                               |                                                 |                                                 |
|                                                                 |                                                                 |                                                                 |                                                                 |                                                                 |                                |                                | Oman                           | 0                              |                          |                          |                                |                                |                                |                                |                                        |                                                 |                                                 |                                                 |                                                 |                                                 |
|                                                                 | Muscat, Oman (hardcourt)                                        | Muscat, Oman (hardcourt)                                        | Muscat, Oman (hardcourt)                                        | Muscat, Oman (hardcourt)                                        |                                | 4                              | Nieuw-Zeeland                  | 5                              |                          |                          | Mishref, Koeweit (hardcourt)   | Mishref, Koeweit (hardcourt)   | Mishref, Koeweit (hardcourt)   | Mishref, Koeweit (hardcourt)   | Mishref, Koeweit (hardcourt)           |                                                 |                                                 |                                                 |                                                 |                                                 |
|                                                                 |                                                                 | Oman                                                            | 3                                                               |                                                                 |                                |                                |                                |                                |                          | 4                        | Nieuw-Zeeland                  | 5                              |                                |                                |                                        |                                                 |                                                 |                                                 |                                                 |                                                 |
|                                                                 |                                                                 | Pacifisch Oceanië                                               | 2                                                               |                                                                 | Mishref, Koeweit (hardcourt)   | Mishref, Koeweit (hardcourt)   | Mishref, Koeweit (hardcourt)   | Mishref, Koeweit (hardcourt)   |                          | 3                        | Koeweit                        | 0                              |                                |                                |                                        |                                                 |                                                 |                                                 |                                                 |                                                 |
|                                                                 |                                                                 |                                                                 |                                                                 |                                                                 |                                | Pacifisch Oceanië              | 1                              |                                |                          |                          |                                |                                |                                |                                |                                        |                                                 |                                                 |                                                 |                                                 |                                                 |
|                                                                 |                                                                 |                                                                 |                                                                 |                                                                 |                                | 3                              | Koeweit                        | 4                              |                          |                          |                                |                                |                                |                                |                                        |                                                 |                                                 |                                                 |                                                 |                                                 |
| Libanon en Pacifisch Oceanië degraderen naar Groep III in 2009. | Libanon en Pacifisch Oceanië degraderen naar Groep III in 2009. | Libanon en Pacifisch Oceanië degraderen naar Groep III in 2009. | Libanon en Pacifisch Oceanië degraderen naar Groep III in 2009. | Libanon en Pacifisch Oceanië degraderen naar Groep III in 2009. |                                |                                |                                |                                |                          |                          |                                |                                |                                |                                | China promoveert naar Groep I in 2009. | China promoveert naar Groep I in 2009.          | China promoveert naar Groep I in 2009.          | China promoveert naar Groep I in 2009.          | China promoveert naar Groep I in 2009.          |                                                 |

## Groep III
De wedstrijden in Groep III werden gespeeld van 9 tot en met 13 april in Teheran, Iran op een gravel-buitenbaan. Acht landen deden mee: Iran, Maleisië, Pakistan, Sri Lanka, Syrië, Tadzjikistan, Verenigde Arabische Emiraten en Vietnam.
De teams werden in twee groepen verdeeld. De top twee uit elke groep plaatst zich voor de play-offs voor de plaatsen 1-4 en de nummers drie en vier voor de degradatieplay-off. De nummers 1 en 2 promoveren en de twee laatste landen degraderen.

### Eerste ronde
Groep A
| Rang | Team                         | Winst | Verlies | Setsaldo |
| ---- | ---------------------------- | ----- | ------- | -------- |
| 1    | Pakistan                     | 3     | 0       | 9-0      |
| 2    | Syrië                        | 2     | 1       | 5-4      |
| 3    | Vietnam                      | 1     | 2       | 4-5      |
| 4    | Verenigde Arabische Emiraten | 0     | 3       | 0-9      |

- Pakistan -  Syrië 3-0
- Pakistan -  Vietnam 3-0
- Pakistan -  Verenigde Arabische Emiraten 3-0
- Syrië -  Vietnam 2-1
- Syrië -  Verenigde Arabische Emiraten 3-0
- Vietnam -  Verenigde Arabische Emiraten 3-0

Groep B
| Rang | Team         | Winst | Verlies | Setsaldo |
| ---- | ------------ | ----- | ------- | -------- |
| 1    | Maleisië     | 3     | 0       | 6-3      |
| 2    | Iran         | 2     | 1       | 6-3      |
| 3    | Sri Lanka    | 1     | 2       | 4-5      |
| 4    | Tadzjikistan | 0     | 3       | 2-7      |

- Maleisië -  Iran 2-1
- Maleisië -  Sri Lanka 2-1
- Maleisië -  Tadzjikistan 2-1
- Iran -  Sri Lanka 2-1
- Iran -  Tadzjikistan 3-0
- Sri Lanka -  Tadzjikistan 2-1

Pakistan en Syrië naar de play-offs voor de plaatsen 1 t/m 4. Vietnam en de Verenigde Arabische Emiraten naar de degradatieplay-off.
Maleisië en Iran naar de play-offs voor de plaatsen 1 t/m 4. Sri Lanka en Tadzjikistan naar de degradatieplay-off.

### Tweede ronde
In de tweede ronde worden de resultaten van eerdere ontmoetingen uit de eerste ronde meegenomen
Plaatsen 1 t/m 4
| Rang | Team     | Winst | Verlies | Setsaldo |
| ---- | -------- | ----- | ------- | -------- |
| 1    | Pakistan | 3     | 0       | 9-0      |
| 2    | Maleisië | 2     | 1       | 5-4      |
| 3    | Syrië    | 1     | 2       | 2-7      |
| 4    | Iran     | 0     | 3       | 2-7      |

- Pakistan -  Maleisië 3-0
- Pakistan -  Iran 3-0
- Maleisië -  Syrië 3-0
- Syrië -  Iran 2-1

Degradatieplay-off
| Rang | Team                         | Winst | Verlies | Setsaldo |
| ---- | ---------------------------- | ----- | ------- | -------- |
| 5    | Sri Lanka                    | 3     | 0       | 8-1      |
| 6    | Tadzjikistan                 | 2     | 1       | 6-3      |
| 7    | Vietnam                      | 1     | 2       | 3-6      |
| 8    | Verenigde Arabische Emiraten | 0     | 3       | 1-8      |

- Sri Lanka -  Vietnam 3-0
- Sri Lanka -  Verenigde Arabische Emiraten 3-0
- Tadzjikistan -  Vietnam 3-0
- Tadzjikistan -  Verenigde Arabische Emiraten 2-1

Pakistan en Maleisië promoveren naar Groep II in 2009. Vietnam en de Verenigde Arabische Emiraten degraderen naar Groep IV in 2009.

## Groep IV
De wedstrijden in Groep IV werden gespeeld van 7 tot en met 13 april in Bandar Seri Begawan, Brunei op een hardcourt-buitenbaan. Vijf landen deden mee. Elf landen deden mee: Bahrein, Bangladesh, Brunei, Irak, Jordanië, Mongolië, Myanmar, Qatar, Saoedi-Arabië, Singapore en Turkmenistan
De teams werden in twee groepen verdeeld. De winnaar van elke groep promoveert naar de Ggroep III in 2009.
Groep A
| Rang | Team      | Winst | Verlies | Setsaldo |
| ---- | --------- | ----- | ------- | -------- |
| 1    | Singapore | 4     | 0       | 10-2     |
| 2    | Myanmar   | 3     | 1       | 8-4      |
| 3    | Bahrein   | 2     | 2       | 8-4      |
| 4    | Irak      | 1     | 3       | 4-8      |
| 5    | Brunei    | 0     | 4       | 0-12     |

- Singapore -  Myanmar 2-1
- Singapore -  Bahrein 2-1
- Singapore -  Irak 3-0
- Singapore -  Brunei 3-0
- Myanmar -  Bahrein 2-1
- Myanmar -  Irak 2-1
- Myanmar -  Brunei 3-0
- Bahrein -  Irak 3-0
- Bahrein -  Brunei 3-0
- Irak -  Brunei 3-0

Groep B
| Rang | Team          | Winst | Verlies | Setsaldo |
| ---- | ------------- | ----- | ------- | -------- |
| 1    | Saoedi-Arabië | 5     | 0       | 15-0     |
| 2    | Bangladesh    | 4     | 1       | 10-5     |
| 3    | Jordanië      | 3     | 2       | 8-7      |
| 4    | Turkmenistan  | 2     | 3       | 6-9      |
| 5    | Mongolië      | 1     | 4       | 4-11     |
| 6    | Qatar         | 0     | 5       | 2-13     |

- Saoedi-Arabië -  Bangladesh 3-0
- Saoedi-Arabië -  Jordanië 3-0
- Saoedi-Arabië -  Turkmenistan 3-0
- Saoedi-Arabië -  Mongolië 3-0
- Saoedi-Arabië -  Qatar 3-0
- Bangladesh -  Jordanië 2-1
- Bangladesh -  Turkmenistan 2-1
- Bangladesh -  Mongolië 3-0
- Bangladesh -  Qatar 3-0
- Jordanië -  Turkmenistan 2-1
- Jordanië -  Mongolië 2-1
- Jordanië -  Qatar 3-0
- Turkmenistan -  Mongolië 2-1
- Turkmenistan -  Qatar 2-1
- Mongolië -  Qatar 2-1

Singapore en Saoedi-Arabië promoveren naar Groep III in 2009.